# Бенгальська затока

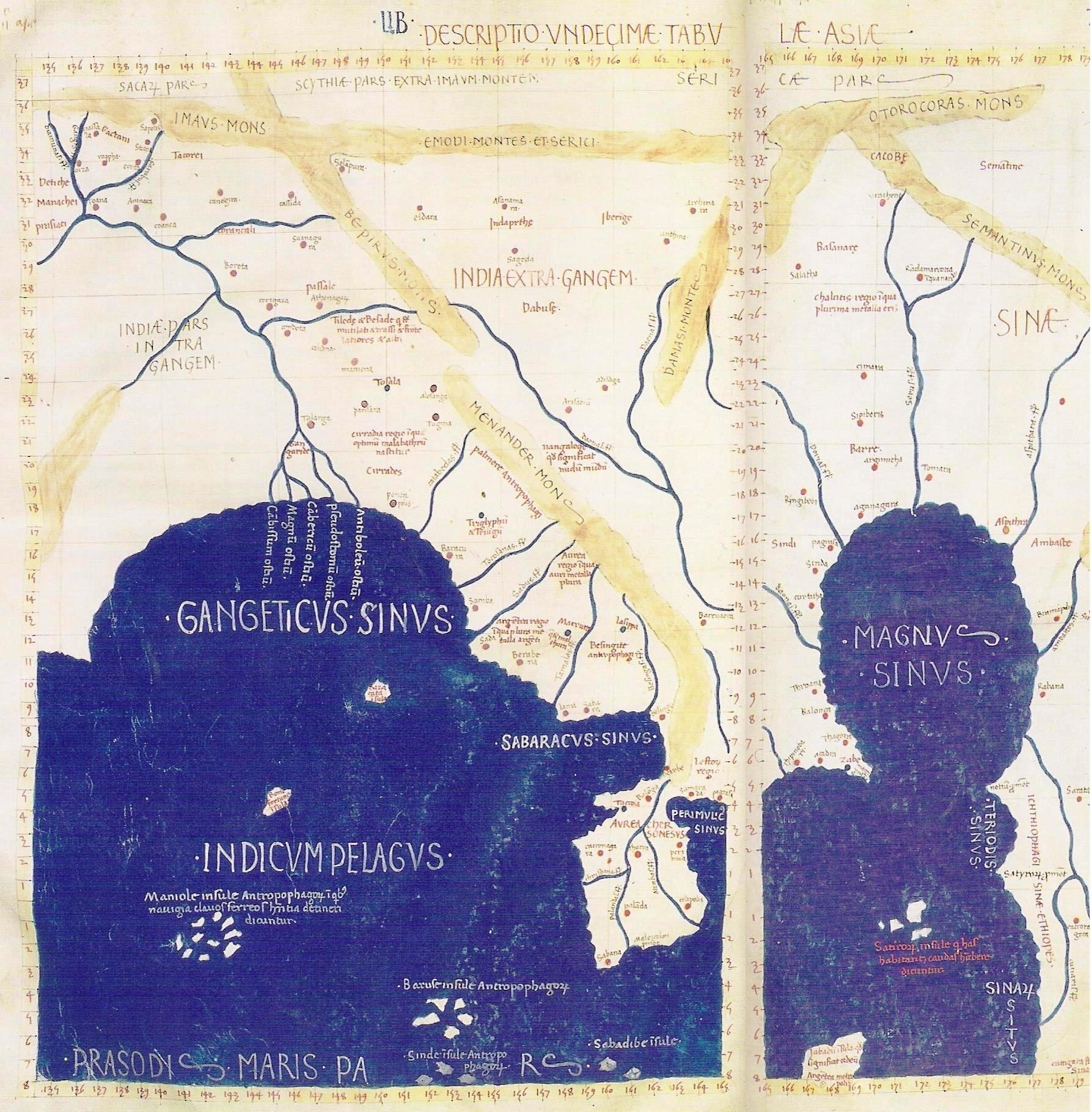
Карта Птолемея показує, що древньогрецькі моряки плавали до Бенгальської (ліворуч) та Сіамської заток, а також Південнокитайського моря

Бенга́льська зато́ка (бенг. বঙ্গোপসাগর, там. வங்காள விரிகுடா, гінді बंगाल की खाड़ी) — велика затока на північному сході Індійського океану, обмежана півостровами Індостан та Індокитай, Андаманськими та Нікобарськими островами.
Бухта Бенгалії займає область 2,172,000 км². Ряд великих річок — Ганг, Брахмапутра та Мегхна (спільний естуарій), Крішна, Годаварі, Кавері, Маханаді, Іраваді — впадають в Бенгальську затоку.
Площа: близько 2172 тис. км².
Глибина: до 5258 м.
Температура води: на поверхні в лютому від +25 до +27°, в серпні 4—28°. Солоність 30 — 34 %. Природних бухт мало.
Головні порти: Калькутта, Мадрас (в Індії), Читтагонг (в Бангладеші).

## Межі затоки
Бенга́льська зато́ка нагадує трикутник, і омиває Індію і Шрі-Ланку на заході, Бангладеш і Індію на півночі, М'янму, південну частину Таїланду і Андаманські острови та Нікобарські острови на сході.
Міжнародна гідрографічна організація визначила межі Бенгальської затоки таким чином:
На сході. Лінія, що проходить від мису Негрейс (16°03'N) в Бірмі через найбільші Андаманські острови, проведена таким чином, що всі протоки на схід від островів виключаються з затоки, до точки, розташованої на острові Малий Андаман з координатами: широта 10° 48'N, довгота 92° 24'E і потім вздовж південно-західного кордону Андаманського моря [Лінія, що проходить від Оеджонг Раджа (5°32′ пн. ш. 95°12′ сх. д. / 5.533° пн. ш. 95.200° сх. д.) на Суматрі до Поелоє Брас і через західні Нікобарські острови до мису Сенді Пойнт на острові Малий Андаман, проведена таким чином, що всі протоки опиняються у складі Андаманського моря].
На півдні Адамів міст (між Індією і Цейлоном [Шрі-Ланка]) і від мису Дондре Хед (Південна точка Цейлону) до північної точки Поелоє Брас на Суматрі (5°44′ пн. ш. 95°04′ сх. д. / 5.733° пн. ш. 95.067° сх. д.).

## Етимологія
У стародавніх індуїстських текстах затоку іменують Маходабхі. На античних картах затоку позначають як Синус Гангетікус або Гангетікус Синус, що в перекладі означає «Затока Гангу». Розвиток в 10-му столітті культурного регіону Велика Індія, слідом за експансією імперії Чола призвело до того, що затоку стали називати Озеро Чола. Згодом затока стала відома під своєю сучасною назвою, що походить від історичної області Бенгалія, розташованої на його берегах.

## Річки
У затоку впадають багато великих річок Індійського субконтиненту, що прямують головним чином із заходу на схід. Найпівнічніша з них — Ганг (його головне гирло на території Бангладеш відоме під назвою Падма). Але, на відміну від них річка Брахмапутра перетинає Ассам зі сходу на захід, до повороту на південь, перед впаданням в затоку, вже на території Бангладеш, де відома під назву Джамуна. Перед впадінням в затоку Джамуна з'єднується з Падма і річкою Мегхна. У спільній дельті Гангу, Брахмапутри і Мегхни сформувався найбільший мангровий ліс Сундарбан, розташований на території Бангладеш і частково Західної Бенгалії. Брахмапутра протяжністю 2948 км є 28-й за довжиною річкою світу бере початок в Тибеті, де відома під назвою Цангпо. Річка Хуглі, інше гирло Гангу, на берегах якого розташована Калькутта, впадає в Бенгальську затоку, безпосередньо на території Індії.
Ганг і Брахмапутра щорічно виносять в затоку приблизно 1000 мільйон тонн твердих частинок. Наноси цих двох річок сформували спільну дельту і підводні відкладення, що простягнулися від Бангладеш в напрямку екватора товщиною до 16,5 км і містить, як мінімум, 1130 трильйона тонн седиментів, що накопичувалися протягом останніх 17 млн років. Обидві річки щорічно вносять близько 8 % всієї органіки, що надходить у всесвітній океан. Висока кількість органічного вуглецю, що надходить в затоку, зумовило наявність в ньому багатих запасів нафти і природного газу.
Південніше Бенгалії в затоку впадають великі річки Маханаді, Годаварі, Крішна і Кавері. Також в затоку впадає безліч дрібних річок. Річка Іраваді тече з півночі на південь і впадає в Андаманське море Бенгальської затоки. У її дельті також є великий мангровий ліс.

## Клімат
Майже вся акваторія затоки лежить в субекваторіальному кліматичному поясі, лише південна частина в екваторіальному. Це зона мусонної циркуляції повітря — влітку вітри дмуть від екватора, а взимку до нього. Загалом переважають екваторіальні повітряні маси. Сезонні амплітуди температури повітря незначні. У літньо-осінній період часто формуються тропічні циклони, зволоження достатнє.
З січня по жовтень відбувається рух повітряних мас, що сформувалися над Бенгальською затокою, в північному напрямку, і одночасне їх обертання за годинниковою стрілкою, відоме як Східно-Індійська повітряна течія. Наслідком цього є утворення мусонів, що рухаються в північно-західному напрямку, обрушуються до початку травня на Нікобарські і Андаманські острови і до кінця червня на північно-східне узбережжя Індії. Решту року, відзначається рух повітряних мас проти годинникової стрілки, ця циркуляцію відома як Східно-Індійська зимова повітряна течія. Мусони, що сформувалися в період з вересня по грудень, мають істотний вплив на Східну Індію.
На південному сході Бенгальської затоки улітку і навесні часті штормові вітри і тропічні урагани.

## Океанографія
Бенгальським затока є окраїнним морем Індійського океану.

### Тектоніка
Підмурівком Бенгальської затоки є Індостанська плита, яка є частиною великої Індо-Австралійської плити що має рух на північ. Ця плита занурюється під Бірманську мікроплиту утворюючи Яванський жолоб. Тут, тертя двох плит збільшує тиск і температуру, що призводить до утворення вулканів. Азійське цунамі 2004 року стало результатом викиду напруги що скупчилося в зоні субдукції, яке призвело до потужного землетрусу і цунамі.

### Морська біологія
Акваторія затоки утворює 4 екорегіони західної індо-тихоокеанської морської зоогеографічної провінції: Південна Інідія і Шрі-Ланка, східноіндійське узбережжя, Північ Бенгальської затоки, Андаманські і Нікобарські острови. Зоогеографічно донна фауна континентального шельфу й острівних мілин до глибини 200 м належить до індо-західнопацифічної області тропічної зони.
Бенгальська затока є однією з 64 найбільших морських екосистем світу. Біологічне різноманіття в затоці представлено кораловими рифами, мангровими лісами, місцями нересту і нагулу риби, естуаріями річок.
Тут мешкають Kerilia jerdonii, Conus bengalensis, оливкова морська черепаха, марлін, барракуда, тунець смугастий, тунець жовтоперий, індо-тихоокеанський горбатий дельфін, кит Брайда, Tursiops truncatus Stenella attenuata, Stenella longirostris, Orcaella brevirostris та інші види морських тварин. У створеному на території Індії морському заповіднику Гахірматха забезпечується захист місць кладки яєць оливкової морської черепахи.
Великий Нікобарський біосферний заповідник забезпечує захист багатьох видів морської фауни, включаючи Crocodylus porosus, Dermochelys coriacea, й Cuora amboinensis kamaroma
Національний парк Сундарбан забезпечує захист мангрових лісів в дельті Гангу